# Potamogeton subsibiricus
Potamogeton subsibiricus är en nateväxtart som beskrevs av Hagstr. Potamogeton subsibiricus ingår i släktet natar, och familjen nateväxter. Inga underarter finns listade.